# Henry Morgenthau senior

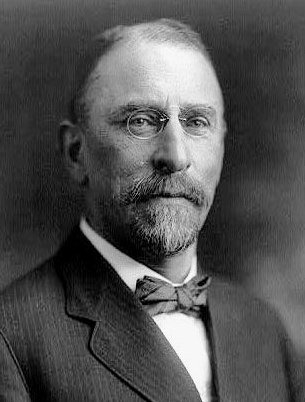
Henry Morgenthau, ca. 1913

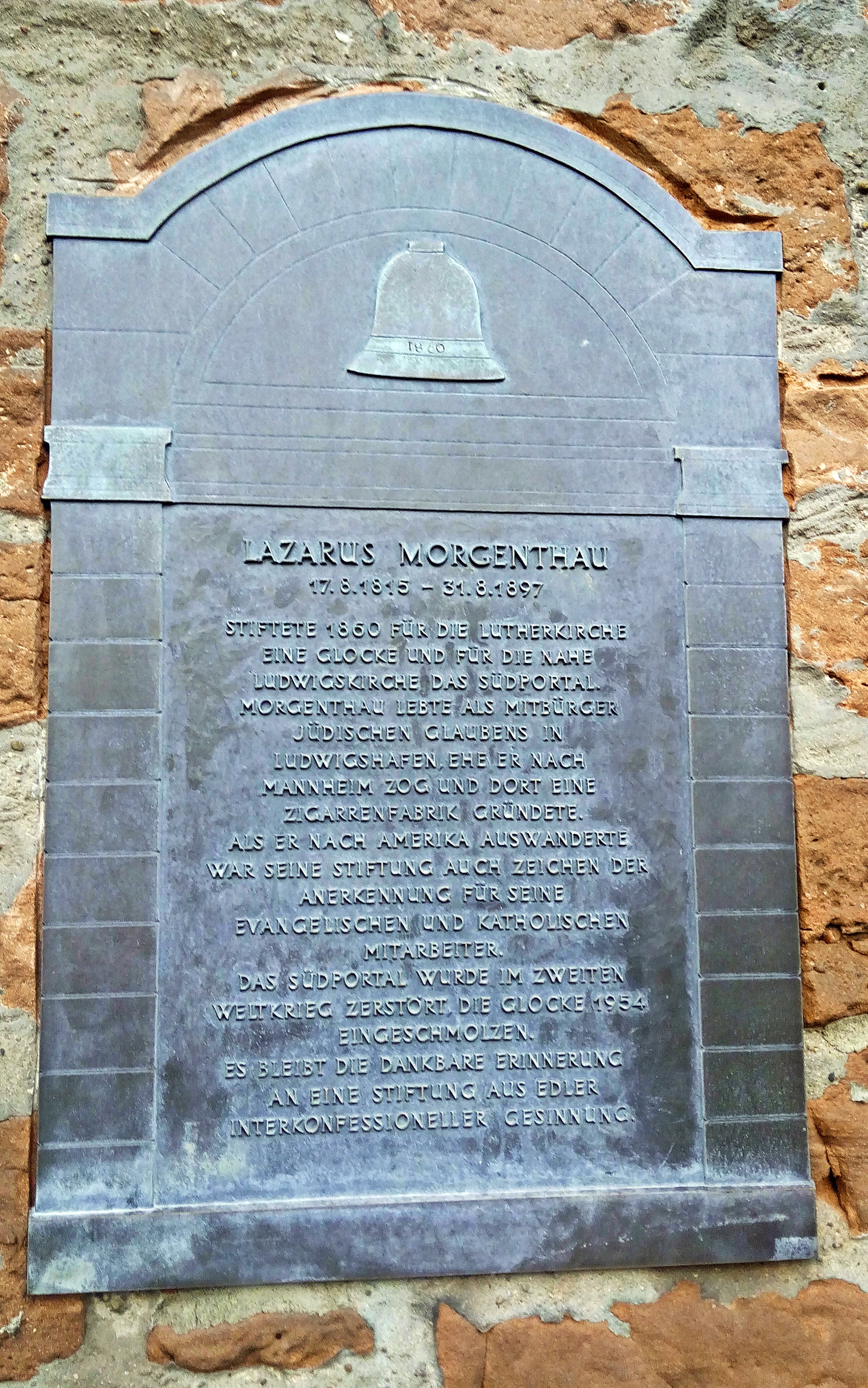
Gedenktafel für den Vater Lazarus Morgenthau, Lutherkirche (Ludwigshafen am Rhein)

Henry Morgenthau senior (* 26. April 1856 in Mannheim als Heinrich Morgenthau; † 25. November 1946 in New York City) war ein US-amerikanischer Diplomat und Unternehmer deutsch-jüdischer Herkunft.

## Leben
Henry Morgenthau wurde in Mannheim geboren, wo sein Vater Lazarus Morgenthau eine Zigarrenfabrik besaß. Ab 1864 besuchte er für zwei Jahre das dortige Lyzeum. 1866 wanderte die Familie in die Vereinigten Staaten aus.
Nach Beendigung seiner Schulausbildung studierte Henry Morgenthau an der renommierten Columbia Law School und wurde anschließend in New York im Immobilienhandel tätig. Politisch engagierte sich Morgenthau in der Demokratischen Partei und unterstützte Woodrow Wilson während dessen Wahlkampf um das Präsidentenamt bei der Präsidentschaftswahl 1912.

### Botschafter im Osmanischen Reich

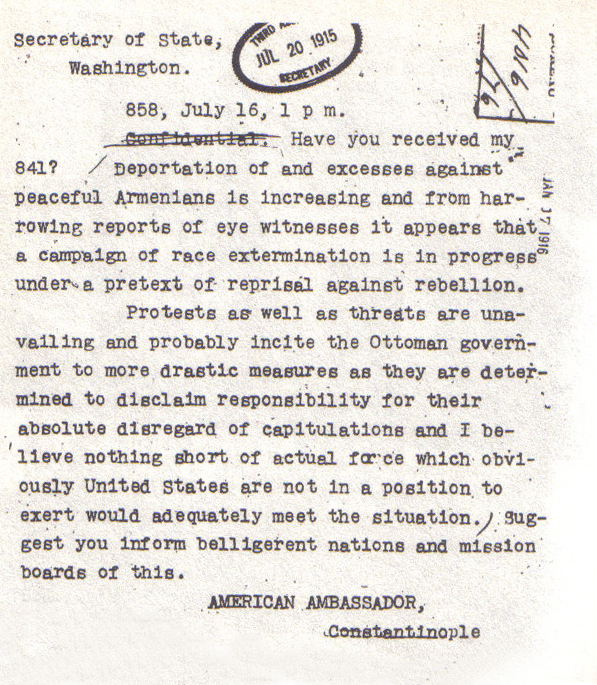
Ein Telegramm von Botschafter Morgenthau an die amerikanische Regierung vom Juli 1915: …from harrowing reports of eye witnesses it appears that a campaign of race extermination is in progress… („…nach erschütternden Augenzeugenberichten ist anscheinend ein Völkermord im Gange…“)

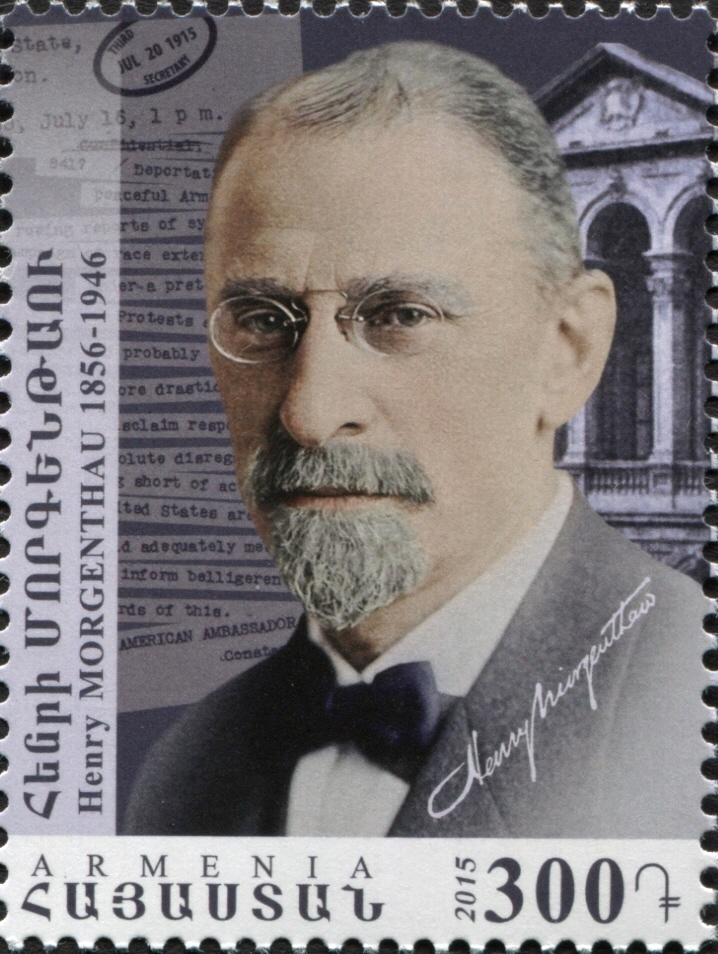
Morgenthau auf einer Briefmarke der armenischen Post

Nach Wilsons Wahlsieg wurde Morgenthau 1913 als amerikanischer Botschafter nach Konstantinopel, dem heutigen Istanbul, gesandt, wo er bis 1916 blieb. Er gilt als wichtiger Zeitzeuge des bis heute von der türkischen Regierung geleugneten Völkermords an den Armeniern.
Er ist der Verfasser der beiden Berichte „The Tragedy of Armenia“ (London, 1918) und „Ambassador Morgenthau's Story“ (New York, 1918). In diesen Berichten wird im Einzelnen geschildert, was sich im Windschatten des Ersten Weltkriegs ab 1915 im Osmanischen Reich zugetragen hat. Die amerikanische Regierung ignorierte zunächst seine Berichte und sein Drängen auf eine diplomatische Intervention der Vereinigten Staaten, da sie Amerika im Krieg neutral halten wollte. 1915 konnte er gemeinsam mit Hans von Wangenheim, dem deutschen Botschafter in Konstantinopel, die von Cemal Pascha geplante Deportation von Juden verhindern, die ab der ersten Alija nach Palästina eingewandert waren, ohne die osmanische Staatsangehörigkeit erworben zu haben.

### Morgenthau-Mission
Nach Ende des Ersten Weltkrieges gab es zahlreiche Berichte über antisemitische Ausschreitungen in der neu gegründeten Zweiten Polnischen Republik. Beim Pogrom von Kielce am 11. November 1918 wurden vier Juden getötet und eine große Anzahl verwundet. Beim Lemberger Pogrom vom 21. bis zum 23. November 1918, an dem sich polnische Armeeangehörige und polnische Zivilisten beteiligt hatten, wurden zwischen 50 und 150 Juden ermordet. Beim Massaker von Pinsk am 5. April 1919 erschossen polnische Soldaten 35 jüdische Zivilisten. Daraufhin wurde die amerikanische Öffentlichkeit beunruhigt, und Präsident Wilson ernannte eine Kommission, die nach Polen reiste, um die Vorfälle zu untersuchen und sich ein Bild davon zu machen. Morgenthau war eines von vier Mitgliedern der Kommission, die aus drei Amerikanern und einem Briten bestand. Bei dieser Mission geriet Morgenthau zwischen alle Fronten. In Polen wurde er von den jüdischen Gemeinden überwiegend herzlich willkommen geheißen. Die Mission stieß aber auf heftige Anfeindungen polnischer Nationalisten und ihrer Presseorgane, die offen antisemitische Propaganda verbreiteten. Nach der Rückkehr in die Vereinigten Staaten veröffentlichte die Kommission den sogenannten Morgenthau-Bericht (Morgenthau Report). Dieser Bericht wurde wiederum von jüdisch-amerikanischen Organisationen teils scharf kritisiert, da er aus Gründen des politischen Opportunismus (Polen war damals für die amerikanische Politik ein wichtiges „Bollwerk gegen den Bolschewismus“) die Verhältnisse in Polen zu stark verharmlost habe.
Im Juli 1922 regte Morgenthau bei den Alliierten einen „Rettungsplan“ zum Wiederaufbau des österreichischen Wirtschaftslebens durch eine mögliche Kooperation von amerikanischen Privatleuten, England und Frankreich an; ein Kernpunkt war die Reorganisation des österreichischen Eisenbahnwesens.
Henry Morgenthau senior ist der Vater des US-Finanzpolitikers Henry Morgenthau junior sowie Großvater des Staatsanwaltes Robert M. Morgenthau und der Historikerin Barbara Tuchman.

## Schriften
- Ambassador Morgenthau's Story. Doubleday, Page, Garden City NY 1918 (Neuauflage: Wayne State University Press, Detroit MI 2003, ISBN 0-8143-3159-9). Digitalisat im Project Gutenberg
- Ara Sarafian (Hrsg.): United States Official Records On The Armenian Genocide, 1915–1917. Herausgegeben von Ara Sarafian. Gomidas Institute, Princeton NJ u. a. 2004, ISBN 1-903656-39-7.